# 兜台
兜台（かぶとだい）は、京都府木津川市の地名。現行行政町名としては兜台一丁目から兜台七丁目までが設置されている。

## 地理

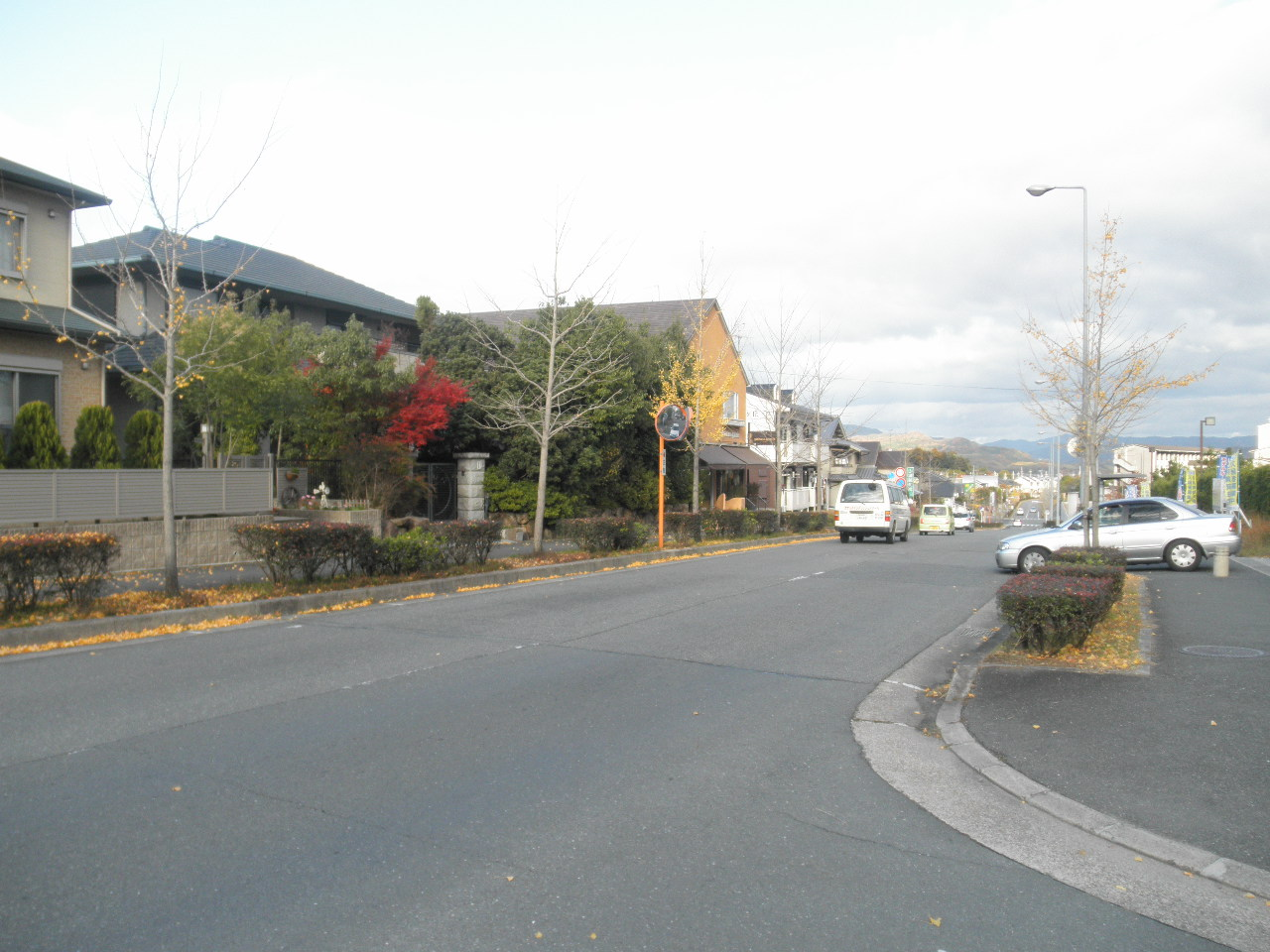
兜台五丁目

木津川市西南部に位置する。西から北にかけて相楽郡精華町桜が丘、東で相楽台、南で奈良市右京・神功と隣接する。相楽都市計画事業相楽土地区画整理事業で造成された相楽ニュータウンが大半を占める。住宅地が多くを占め、木津川市建築協定条例及び施行細則によって規定される建築協定書が結ばれている地域を持つ（兜台2丁目高の原万葉台建築協定書）。
地内にスーパーマーケットなどの大規模商業施設はないが高の原駅周辺にイオンモール高の原や近商などがある。

## 歴史
相楽郡木津町大字相楽字兜谷などから成立した。奈良時代から平安時代にかけては和名類聚抄に見える相楽郡七郷のひとつ、相楽郷西部にあたる。旧木津町中心部である木津郷の西側に位置するが、江戸期を通じて木津郷各村の畑方・田方・入会地にはあたらず、相楽郷の一部を維持していた。また地内は1951年以前は精華町立精華中学校の前身にあたる組合立精華中学校の学区であり、木津町側だけでなく精華町側との結び付きも見られた。

### 沿革
- 1985年（昭和60年） - 地名が「兜台」に決まる。
- 1985年（昭和60年）11月15日 - 京都府立南陽高等学校が創立。
- 1986年（昭和61年） - 高の原駅西団地の入居開始
- 1986年（昭和61年）4月1日 - 木津川市立木津第二中学校が木津川市立木津中学校から分離し開校。
- 1986年（昭和61年）4月1日 - 木津川市立高の原小学校が開校。
- 1986年（昭和61年）4月1日 - 京都府立南陽高等学校が開校
- 1987年（昭和62年）4月 - 石のカラト古墳の保存整備が完成
- 1996年（平成8年）7月 - 石のカラト古墳（カザハヒ古墳）が国の史跡に指定される

## 世帯数と人口
2020年（令和2年）1月末日現在の世帯数と人口は以下の通りである。
| 丁目       | 世帯数    | 人口（男） | 人口（女） | 人口（計） |
| ---------- | --------- | ---------- | ---------- | ---------- |
| 兜台一丁目 | 796世帯   | 825人      | 929人      | 1,754人    |
| 兜台二丁目 | 556世帯   | 592人      | 684人      | 1,276人    |
| 兜台三丁目 | 287世帯   | 320人      | 350人      | 670人      |
| 兜台四丁目 | 227世帯   | 283人      | 294人      | 577人      |
| 兜台五丁目 | 749世帯   | 931人      | 1,018人    | 1,949人    |
| 兜台六丁目 | 88世帯    | 103人      | 109人      | 212人      |
| 兜台七丁目 | 209世帯   | 254人      | 298人      | 552人      |
| 計         | 2,912世帯 | 3,308人    | 3,682人    | 6,990人    |

### 人口の変遷
国勢調査による人口の推移。
| 2010年（平成22年） | 7,634人 | [ 11 ] |  |
| 2015年（平成27年） | 7,222人 | [ 12 ] |  |

### 世帯数の変遷
国勢調査による世帯数の推移。
| 2010年（平成22年） | 2,816世帯 | [ 11 ] |  |
| 2015年（平成27年） | 2,820世帯 | [ 12 ] |  |

## 交通

### 鉄道
地内に鉄道は引かれていない。南側の奈良市朱雀に設置された近鉄京都線高の原駅が利用できる。

### バス
奈良交通ときのつバスが走っている。すべての路線が兜台一丁目、兜台一丁目西に停車する。
| 路線名               | 系統 | 停留所                   |                                                  |
| -------------------- | ---- | ------------------------ | ------------------------------------------------ |
| 神功四丁目           | 7    | 兜台一丁目、兜台一丁目西 |                                                  |
| 木津川台住宅         | 19   | 兜台一丁目、兜台一丁目西 | 兜台四丁目、南陽高校、ハイタッチ・リサーチパーク |
| 兜台五丁目           | 21   | 兜台一丁目、兜台一丁目西 | 兜台二丁目、兜台三丁目、兜台五丁目               |
| 学研奈良登美ヶ丘駅   | 77   | 兜台一丁目、兜台一丁目西 | 兜台二丁目、兜台三丁目                           |
| 高山サイエンスタウン | 82   | 兜台一丁目、兜台一丁目西 | 兜台二丁目、兜台三丁目                           |
| 梅谷                 | 木-1 | 兜台一丁目、兜台一丁目西 | 兜台四丁目、南陽高校、ハイタッチ・リサーチパーク |
| 鹿背山               | 木-2 | 兜台一丁目、兜台一丁目西 | 兜台四丁目、兜台七丁目                           |
| 木津川台住宅         | 木-3 | 兜台一丁目、兜台一丁目西 | 兜台四丁目、南陽高校、ハイタッチ・リサーチパーク |

### 道路
- 京都府道328号相楽台桜が丘線

## 施設

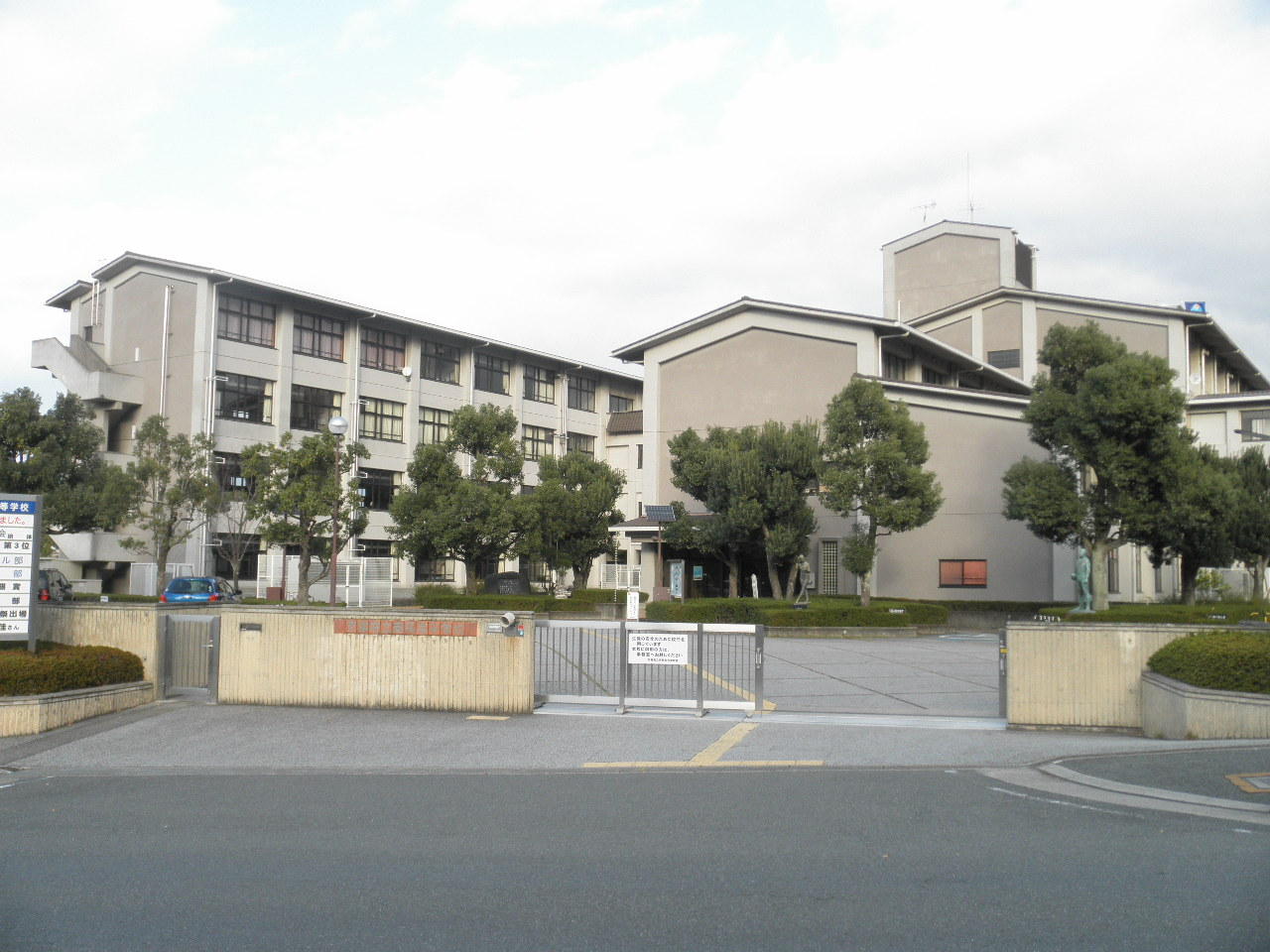
京都府立南陽高等学校

- 京都府立南陽高等学校・附属中学校（六丁目）
- 木津川市立木津第二中学校（六丁目）
- 木津川市立高の原小学校（四丁目）
- 木津川市立高の原幼稚園（四丁目）
- 兜台保育園（五丁目）
- 相楽中部消防署木津西出張所（六丁目）
- 木津兜台郵便局（三丁目）
- 積水ハウス総合住宅研究所（六丁目）
- 高の原駅西団地（一丁目）
- 高の原駅西第二団地（一丁目）
- 公社木津かぶと台団地（五丁目）
- コンフォールかぶと台（五丁目）
- ローレルコートエスタ高の原（二丁目）
- 高の原アーバンコンフォート（二丁目）
- ディアステージ高の原（一丁目）
- ドラッグストアコスモス兜台店（六丁目）

## 公園
- 兜台1号公園（ひだまり公園）（七丁目）
- 兜台2号公園（トンネル公園）（三丁目）
- 兜台3号公園（ふじだな公園）（四丁目）
- 兜谷公園（六丁目）
- 兜台2丁目府県界緑地（二丁目）
- 石のカラト古墳緑地（二丁目）

## 史跡
- 石のカラト古墳 - 上円下方墳で、国の史跡に指定されている[13]。

## その他

### 日本郵便
- 郵便番号 : 619-0224[3]（集配局：山城木津郵便局[14]）。